# MS-opstelling
Een MS-microfoonopstelling (mid-sideopstelling) is een methode van microfoonplaatsing die gebruikmaakt van twee microfoons, drie (mengtafel)kanalen en een faseomkering. Hierdoor wordt een stereo-effect nagebootst. Deze methode wordt in opnamestudio's veel gebruikt voor het verkrijgen van een ruimtelijk effect zonder hoorbare faseverschuiving en wordt het meest toegepast op akoestische gitaar. Dit wordt ook wel semistereo of ms-stereo genoemd. De term 'semistereo' wordt ook wel toegepast op duophonic bewerkingen en dekt ook bij die techniek de lading.

## Hoe het werkt
De eerste microfoon (M) wordt naar de geluidsbron gericht en registreert de totale geluidsdruk, Geluid dat van links en rechts afkomstig is wordt bij elkaar opgeteld.
{\displaystyle M=L+R}
De tweede microfoon (S) wordt dwars op de eerste geplaatst en registreert het verschilsignaal tussen het geluid dat van links en van rechts komt.
{\displaystyle S=L-R}
Door optellen en aftrekken van beide signalen worden de signalen uit het linker en rechter kanaal gereconstrueerd.
{\displaystyle M+S=(L+R)+(L-R)=2L}
{\displaystyle M-S=(L+R)-(L-R)=2R}
De breedte van het stereo-signaal kan aangepast worden door een versterkingsfactor te gebruiken.
Door de parameter p te laten variëren tussen 0 en 1 varieert de breedte tussen 180° en 0°
{\displaystyle L=pM+(1-p)S}
{\displaystyle R=pM-(1-p)S}

## Praktische opstelling

Mid-Side-stereo microfoontechniek.

Een microfoon met een nier-richtingskarakteristiek wordt recht voor het instrument geplaatst, (bijvoorbeeld: klankgat van de gitaar) en deze wordt op het A-kanaal aangesloten. Dit is het Mid kanaal.
Om een hoorbaar faseverschil te vermijden wordt op minder dan 1,7 cm afstand van het membraan van de eerste microfoon, het membraan geplaatst van een bi-directionele (figure eight) microfoon die dwars op de mid microfoon gericht staat. Deze heet de side microfoon omdat hij de geluiden van de zijkant opneemt. Dit signaal wordt naar twee identiek ingestelde kanalen (B en C) gestuurd. Het B-kanaal wordt naar de linker luidspreker gestuurd (gepanned) en het C-kanaal na fase-omkering naar de rechter luidspreker. Omdat de kanalen uit verschillende luidsprekers klinken heffen ze elkaars geluid niet op ondanks het feit dat beide signalen in tegenfase met elkaar staan.
Vervolgens wordt kanaal A toegevoegd aan het geluid waardoor het gitaargeluid links verschillend klinkt van rechts en er een heel breed geluid ontstaat. Door deze methode te gebruiken kan een akoestische gitaar in de mix een duidelijk eigen klank houden zonder dat deze andere instrumenten overstemt of er door wordt overstemd.
Mid-Side opnametechniek kan in principe op ieder akoestisch signaal worden toegepast maar dat is niet altijd wenselijk.

## Microfoons
Bij de opname van een akoestische gitaar wordt vaak een dynamische microfoon als mid microfoon gekozen en een condensator microfoon als side microfoon. Dit is omdat de mid microfoon vooral de lage klanken moet opnemen en de side microfoon vooral de hoge. Beide blinken ze uit in hun eigen domein.
Voor de side microfoon kan ook voor een bandmicrofoon gekozen worden. Deze heeft een warmer en zachter karakter.
Er zijn ook stereo microfoons die een mid-side opstelling geïntegreerd hebben. Dit heeft als voordeel dat de microfoons sneller te plaatsen zijn. Aangezien het plaatsen van 2 losse microfoons een precisiewerk is.
Sinds enkele jaren zijn er ook zogenaamde digitale handheld recorders met een ingebouwde M-S configuratie op de markt.